# Charles Green
Charles Green (n. 30 martie 1914, Pietermaritzburg, KwaZulu-Natal, Africa de Sud – d. 10 aprilie 1999, Owen Sound⁠(d), Ontario, Canada) a fost un bober ce a reprezentat Regatul Unit al Marii Britanii și al Irlandei de Nord, medaliat olimpic. A participat la o ediție a Jocurilor Olimpice (1936) în care a câștigat o medalie de bronz.

## Participări
Lista de mai jos prezintă principalele competiții la care a participat Charles Green de-a lungul carierei.
- bobsleigh at the 1936 Winter Olympics – four-man[*]